# Karl Vogel (Politiker, 1821)
Karl Leopold Vogel (* 18. Dezember 1821 in Lussa; † 10. März 1896 in Altenburg) war ein deutscher Jurist und Mitglied des Deutschen Reichstags.

## Leben
Vogel besuchte das Gymnasium in Altenburg und studierte Rechtswissenschaften an den Universitäten Jena und Leipzig. 1845 wurde er Rechtsanwalt und 1847 richterlicher Beamter in Kahla, 1863 Gerichtsamtmann in Roda. Ab 1879 war er Hilfsarbeiter und seit 1881 vortragender Rat im Ministerium des Herzogtums Sachsen-Altenburg.
Von 1881 bis 1884 war er Mitglied des Deutschen Reichstags für den Reichstagswahlkreis Herzogtum Sachsen-Altenburg (Altenburg, Roda) für die Deutsche Reichspartei.